# Lewis E. Kay
Lewis Edward Kay (* um 1961) ist ein kanadischer Molekulargenetiker, Chemiker und Biochemiker an der University of Toronto und dem Hospital for Sick Children in Toronto.
Kay wuchs in Edmonton auf. Er erwarb 1983 an der University of Alberta einen Bachelor und 1988 an der Yale University einen Ph.D., bevor er als Postdoktorand an die National Institutes of Health ging. 1992 erhielt er eine erste Professur (Assistant Professor) an der University of Toronto, 1994 erhielt er ebendort eine ordentliche Professur für Molekulargenetik, Biochemie und Chemie. Von 1995 bis 1997 war er Sloan Research Fellow.
Kay gehört zu den meistzitierten Chemikern, insbesondere auf dem Gebiet der Kernspinresonanzspektroskopie (NMR-Spektroskopie). Er hat laut Google Scholar (Stand Januar 2025) einen h-Index von 144.
Für die Weiterentwicklung der modernen NMR-Spektroskopie zur Analyse der Dynamik und Funktion biomolekularer Strukturen, darunter molekulare Maschinen und seltene Protein-Konformationen (“For the development of modern NMR spectroscopy for studies of biomolecular structure dynamics and function, including applications to molecular machines and rare protein conformations”), erhielt er 2017 einen Canada Gairdner International Award der Gairdner Foundation.
Außerdem wurde Kay 2002 mit der Flavelle Medal der Royal Society of Canada, sowie 2006 mit der Wilbur Cross Medal der Yale University und 2012 mit dem Khorana Prize der Royal Society of Chemistry ausgezeichnet. Seit 2006 ist er Mitglied der Royal Society of Canada, seit 2010 der britischen Royal Society, seit 2020 der National Academy of Sciences. 2017 wurde er Offizier des Order of Canada, 2018 erhielt er die Gerhard Herzberg Canada Gold Medal for Science and Engineering und 2025 den Alexander Hollaender Award in Biophysics.
Lewis E. Kay ist mit Julie Forman-Kay verheiratet, einer Professorin am Hospital for Sick Children in Toronto und Mitglied der Royal Society.